# The Beijer Institute of Ecological Economics
The Beijer Institute of Ecological Economics – jedna z bardziej wpływowych instytucji naukowych w zakresie ekonomii środowiska i zasobów naturalnych. Założona w 1977 roku, podlega Królewskiej Szwedzkiej Akademii Nauk. Miejscem jej siedziby jest Sztokholm.

## Historia
The Beijer Institute został założony w 1977 roku jako instytucja naukowa podlegająca Królewskiej Szwedzkiej Akademii Nauk. W 1991 roku miała miejsce reorganizacja instytutu, połączona z przeniesieniem środka ciężkości jej badań na ekonomię ekologiczną. Instytut jest finansowany przez Fundację Kjella i Märty Beijer (Kjell and Märta Beijer Foundation).

## Profil badawczy
Głównym zadaniem Beijer Institute jest promowanie badań i kooperacji między różnymi naukowymi aktorami, których celem ma być badanie powiązań i zależności między ekosystemami z jednej i społecznym oraz ekonomicznym rozwojem z drugiej strony.
Instytut promuje kooperacje między przedstawicielami ekonomii i ekologii, jak i innych, spokrewnionych dyscyplin naukowych. Kooperacje mają dotyczyć zarówno badań naukowych, jak i nauczania, na poziomie narodowym i międzynarodowym. W tym celu instytut organizuje międzynarodowe projekty badawcze, konference naukowe, kursy dotyczące tematyki zrównoważonego rozwoju, oraz przekazuje wyniki badań opinii publicznej.

### Programy badawcze
- Akwakultura i Zrównoważona Produkcja Owoców Morza (Aquaculture and Sustainable Seafood Production)
- Globalna Dynamika i Resilience (Global Dynamics and Resilience)
- Systemy Złożone (Complex Systems)
- Miejskie Systemy Społeczno-Ekologiczne (Urban Social-Ecological Systems)
- Ekonomia Behawioralna i Przyroda (Behavioral Economics and Nature Network)

## Wybrani fellows
- Kenneth Arrow
- Scott Barrett
- Gretchen Daily
- Partha Dasgupta
- Paul R. Ehrlich
- C.S. Holling
- Simon Levin
- Karl-Göran Mäler
- Charles Perrings
- Thomas Sterner

zmarła
- Elinor Ostrom